# Сборная Мали по футболу (до 20 лет)
Сборная Мали по футболу до 20 лет представляет Мали на молодёжных соревнованиях по футболу. В отличие от европейских сборных, максимальный возраст игроков в данной команде не должен превышать 20 лет.

## История
В 1999 и 2015 годах сборная завоевала бронзовые медали молодёжного чемпионата мира.
В 2019 году сборная впервые одержада победу на Кубке африканских наций (до 20 лет), обыграв в финале в серии пенальти Сенегал.

## Молодёжный чемпионат мира
| Год   | Результат              | И                      | В                      | Н                      | П                      | ГЗ                     | ГП                     |
| ----- | ---------------------- | ---------------------- | ---------------------- | ---------------------- | ---------------------- | ---------------------- | ---------------------- |
| 1979  | Не прошла квалификацию | Не прошла квалификацию | Не прошла квалификацию | Не прошла квалификацию | Не прошла квалификацию | Не прошла квалификацию | Не прошла квалификацию |
| 1981  | Не прошла квалификацию | Не прошла квалификацию | Не прошла квалификацию | Не прошла квалификацию | Не прошла квалификацию | Не прошла квалификацию | Не прошла квалификацию |
| 1983  | Не прошла квалификацию | Не прошла квалификацию | Не прошла квалификацию | Не прошла квалификацию | Не прошла квалификацию | Не прошла квалификацию | Не прошла квалификацию |
| 1985  | Не прошла квалификацию | Не прошла квалификацию | Не прошла квалификацию | Не прошла квалификацию | Не прошла квалификацию | Не прошла квалификацию | Не прошла квалификацию |
| 1987  | Не прошла квалификацию | Не прошла квалификацию | Не прошла квалификацию | Не прошла квалификацию | Не прошла квалификацию | Не прошла квалификацию | Не прошла квалификацию |
| 1989  | Групповой этап         | 3                      | 0                      | 1                      | 2                      | 1                      | 9                      |
| 1991  | Не прошла квалификацию | Не прошла квалификацию | Не прошла квалификацию | Не прошла квалификацию | Не прошла квалификацию | Не прошла квалификацию | Не прошла квалификацию |
| 1993  | Не прошла квалификацию | Не прошла квалификацию | Не прошла квалификацию | Не прошла квалификацию | Не прошла квалификацию | Не прошла квалификацию | Не прошла квалификацию |
| 1995  | Не прошла квалификацию | Не прошла квалификацию | Не прошла квалификацию | Не прошла квалификацию | Не прошла квалификацию | Не прошла квалификацию | Не прошла квалификацию |
| 1997  | Не прошла квалификацию | Не прошла квалификацию | Не прошла квалификацию | Не прошла квалификацию | Не прошла квалификацию | Не прошла квалификацию | Не прошла квалификацию |
| 1999  | 3-е место              | 7                      | 5                      | 0                      | 2                      | 16                     | 14                     |
| 2001  | Не прошла квалификацию | Не прошла квалификацию | Не прошла квалификацию | Не прошла квалификацию | Не прошла квалификацию | Не прошла квалификацию | Не прошла квалификацию |
| 2003  | Групповой этап         | 3                      | 1                      | 0                      | 2                      | 4                      | 7                      |
| 2005  | Не прошла квалификацию | Не прошла квалификацию | Не прошла квалификацию | Не прошла квалификацию | Не прошла квалификацию | Не прошла квалификацию | Не прошла квалификацию |
| 2007  | Не прошла квалификацию | Не прошла квалификацию | Не прошла квалификацию | Не прошла квалификацию | Не прошла квалификацию | Не прошла квалификацию | Не прошла квалификацию |
| 2009  | Не прошла квалификацию | Не прошла квалификацию | Не прошла квалификацию | Не прошла квалификацию | Не прошла квалификацию | Не прошла квалификацию | Не прошла квалификацию |
| 2011  | Групповой этап         | 3                      | 0                      | 0                      | 3                      | 0                      | 6                      |
| 2013  | Групповой этап         | 3                      | 0                      | 2                      | 1                      | 2                      | 5                      |
| 2015  | 3-е место              | 7                      | 3                      | 2                      | 2                      | 11                     | 7                      |
| 2017  | Не прошла квалификацию | Не прошла квалификацию | Не прошла квалификацию | Не прошла квалификацию | Не прошла квалификацию | Не прошла квалификацию | Не прошла квалификацию |
| 2019  | Квалифицировалась      | Квалифицировалась      | Квалифицировалась      | Квалифицировалась      | Квалифицировалась      | Квалифицировалась      | Квалифицировалась      |
| Всего | 6/20                   | 26                     | 9                      | 5                      | 12                     | 34                     | 48                     |